# Jean Langlois (homme politique)
Pour les articles homonymes, voir Langlois et Jean Langlois.
Jean Langlois, né le 16 février 1824 à Saint-Laurent-de-l'Île-d'Orléans et mort le 8 mars 1886 à Québec, est un avocat, professeur de droit criminel et homme politique canadien.

## Biographie
Né à Saint-Laurent-de-l'Île-d'Orléans dans le Bas-Canada, il étudia au Séminaire de Québec. Nommé au Barreau du Québec en 1847, il fut également nommé au Conseil de la Reine en 1867. Devenu partenaire avec Louis-Napoléon Casault dans une firme de droit à Québec, il enseigna ensuite le droit criminel à l'Université Laval de 1858 à 1867. 
Élu député du Parti libéral du Canada dans la circonscription fédérale de Montmorency lors d'une élection partielle déclenchée après la démission du député Joseph-Édouard Cauchon en 1867, il fut réélu en 1872 et en 1874. Il ne se représenta pas en 1878. Il devint bâtonnier du Québec de 1875 à 1876.
Il était marié à Marie-Joséphine Sandfield Macdonald, fille de John Sandfield Macdonald, premier ministre du Canada-Uni entre 1862 et 1864 et de l'Ontario de 1867 à 1871.